# Willem Hondius

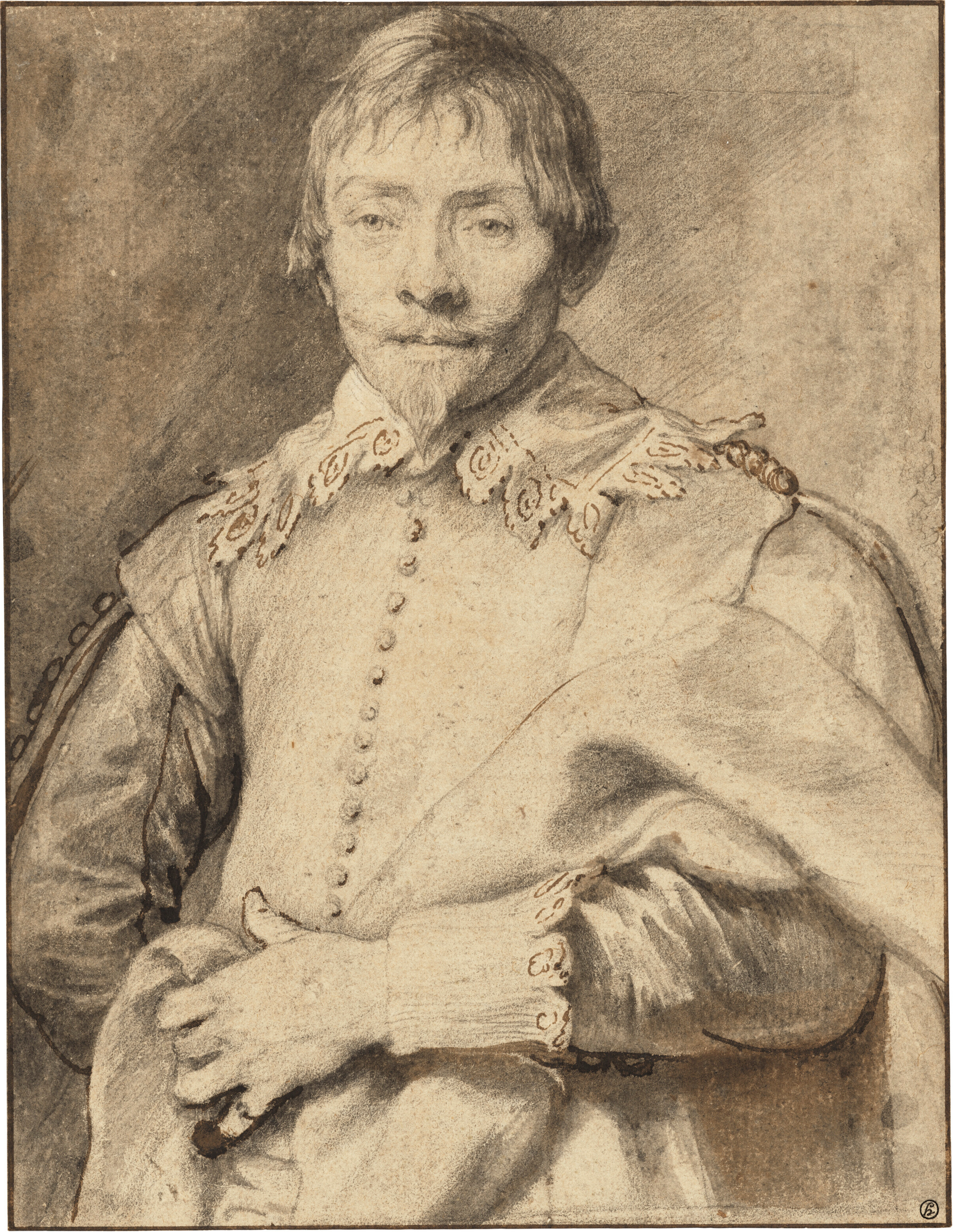
Ritratto di Willem Hondius, disegno di Antoon van Dyck

Willem Hondius, o Guilhelmus Hondius (L'Aia, 1598  circa – Danzica, 1658  circa), è stato un incisore, editore e cartografo olandese che visse a lungo in Polonia.

## Biografia

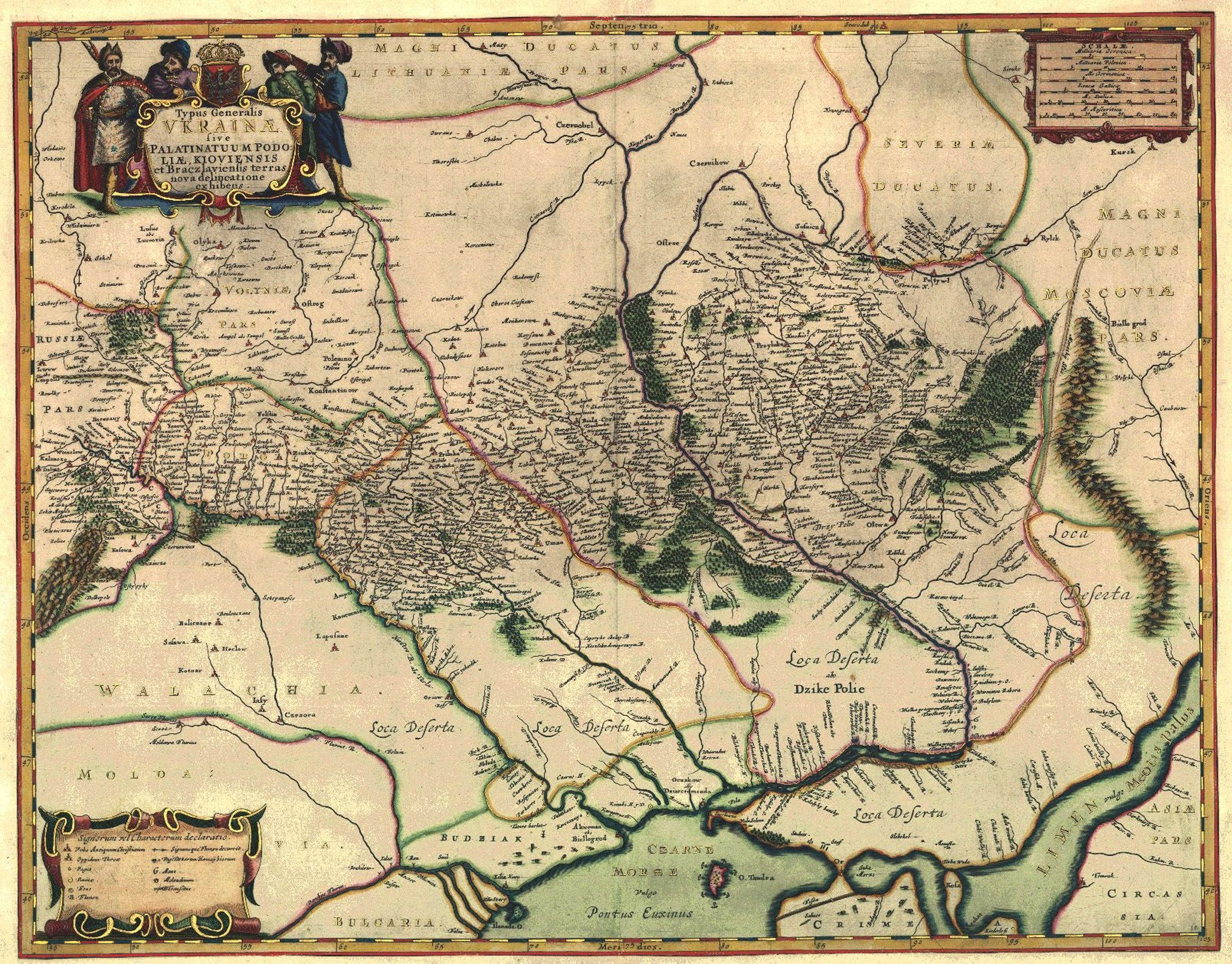
Mappa generale dell'Ucraina

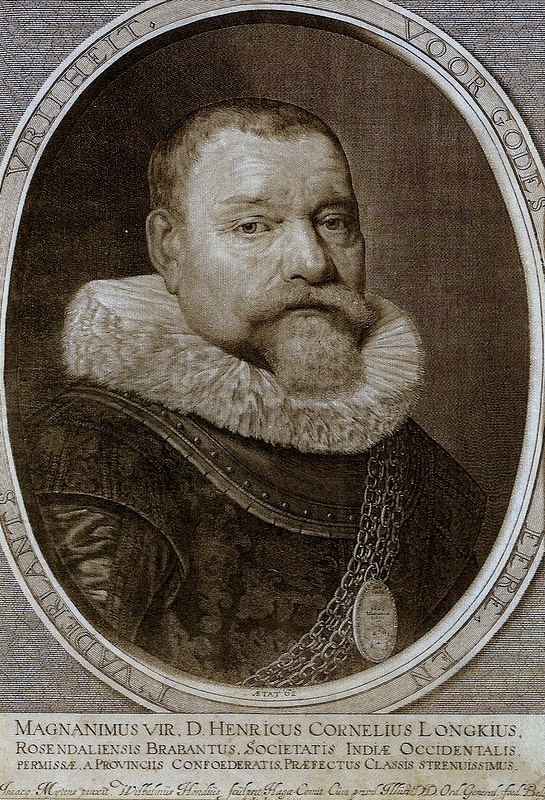
Ritratto di Hendrik Lonck

Figlio di Hendrik, operò nella sua città natale dal 1629, anno in cui entrò a fa parte della locale Corporazione di San Luca, al 1636. Nel 1632 sposò all'Aia Cornelia van den Enden, figlia di Martin van den Enden. Nel 1634 divenne decano della locale chiesa riformata. Nel 1636 si trasferì a Danzica, lavorando anche con suo padre all'Aia. Nel 1646 si sposò per la seconda volta con la figlia dell'orefice Andreas Mackensen proveniente da Cracovia.
Produsse soprattutto mappe geografiche, storiche e militari sia nei Paesi Bassi che in Polonia, eseguì anche incisioni di ritratti, illustrazioni e frontespizi per libri, come ad esempio per Spiegel van den ouden en nieuwen tijd di Jacob Cats. 31 suoi disegni sono conservati presso il Museo di Danzica, tra cui ritratti a penna e disegni ad inchiostro rappresentanti scene popolari. Fu uno dei più apprezzati incisori del periodo: Antoon van Dyck si servì di lui per riprodurre in stampa i suoi dipinti.
Furono suoi allievi David Loggan, Steven de Praet e Jakob von Sandrart.

## Opere
- Autoritratto, incisione da Antoon van Dyck, 1650 circa
- Ritratto di Hendrik Lonck, incisione, 42 × 29 cm, 1631, Museu do Estado de Pernambuco, Recife
- Mappa generale dell'Ucraina, incisione, 1647-1649
- Ritratto di Diederik van Waerdenburch, incisione, 42 × 29 cm, 1631, Museu do Estado de Pernambuco, Recife[4]
- Castello reale di Varsavia, 1641[5]
- Ritratto equestre di re Ladislao IV Vasa, incisione su carta, 54,8 × 42,6 cm, 1641, Museo nazionale, Cracovia[6]
- Ritratto di Vasile Lupu, incisione, 1651[7]